# Кристоф фон Байхлинген
Кристоф фон Байхлинген (на немски: Christoph von Beichlingen; † 1557) е граф на Байхлинген в Тюрингия.

## Произход
Той е син на граф Адам фон Байхлинген (1460 – 1538) и втората му съпруга ландграфиня Катарина фон Хесен (1495 – 1525), дъщеря на Вилхелм I фон Хесен, ландграф на Хесен, и принцеса Анна фон Брауншвайг-Волфенбютел. Брат е на Лудвиг Албрехт († 1557) и Бартоломеус Фридрих († 1567), домхер в Кьолн и Халберщат, последният граф от рода на графовете на Байхлинген.
През 1516 г. баща му граф Адам купува замък Крайенбург, където фамилията започва да живее (1516 – 1567). През 1518 г. баща му купува и дворец Гебезе от херцог Георг Саксонски (1471 – 1539). През 1519 г. граф Адам трябва да продаде замък Байхлинген и най-голямата част на останалото Графство Байхлинген на господар рицар Ханс фон Вертерн (1443 – 1533). Фамилията му живее в Крайенбург и в дворец Гебезе.

## Фамилия
Кристоф фон Байхлинген се жени 1555 г. за графиня Мария фон Лайнинген-Вестербург (* 6 януари 1536; † 1597), дъщеря на граф Куно II фон Лайнинген-Вестербург (1487 – 1547) и Мария фон Щолберг-Вернигероде (1507 – 1571). Бракът е бездетен.

## Галерия
- Замък Крайенбург (1516 – 1567), последната резиденция на графовете на Байхлинген
- Дворец Гебезе,
 ок. 1860
- Дворец Байхлинген (2006)